# Tremulina
Tremulina  es un género con dos especies de plantas herbáceas perteneciente a la familia Restionaceae. Es originario del sudoeste de Australia.

## Especies deTremulina
- Tremulina cracens B.G.Briggs & L.A.S.Johnson, Telopea 9: 256 (2001).
- Tremulina tremula (R.Br.) B.G.Briggs & L.A.S.Johnson, Telopea 7: 361 (1998).